# Mar Otra Vez
Mar Otra Vez fue un grupo musical español de la década de 1980. Liderado por Javier  Corcobado, tenía una clara orientación post-punk y no wave, y por su innovación en esta música experimental se convirtió en referencia dentro del movimiento musical originado en la movida madrileña. Posteriormente, fue considerado grupo de culto para muchos aficionados a la música.

## Historia
El origen de Mar Otra Vez estuvo en otro grupo, 429 Engaños, fundado por Javier Corcobado a mediados de los 80, con influencias de grupos como The Residents y Cabaret Voltaire, Esta banda dio paso a Mar Otra Vez, fundada por Corcobado y Julián Sanz Escalona (éste procedente de La Fundación) con algunos cambios en su formación. Sus primeros integrantes fueron Corcobado como cantante (además de trompeta y saxo), Sanz Escalona (posteriormente conocido como Erizonte) al bajo, (también percusión y violín), Andrews Wax a los  teclados, Javier Rodrigo en la guitarra y Luis Corchado en la batería. Su estilo se enmarcaba dentro de las ondas punk-funk y punk-rock integrantes del pujante post-punk. 
En 1985 publicaron su primer trabajo, el EP No he olvidado cómo jugar embarrado, del sello Grabaciones Accidentales, que sería la discográfica de la banda hasta su disolución. En 1986 cambió la formación, de la que solo quedaron Corcobado y Corchado, y a la que se sumó Gabriel S. Arias a la guitarra, y publicaron un nuevo EP, que supuso un cambio en su música, tornada en más ligera y minimalista.
En 1987 la banda realizó su último cambio de integrantes, quedando formada por Corcobado, Arias, Luis M. González al bajo y Víctor Royo Enguix a la batería. Ese año fue también el de la publicación de su único LP, Algún paté venenoso, pero también el de su disolución. A pesar de que la discográfica les ofreció continuar con su carrera, Mar Otra Vez se disolvió, y Corcobado fundó la banda Demonios tus Ojos, con la que se afianzó en el panorama nacional.
Mar Otra Vez está considerado en algunos medios como un "grupo pionero en España del cruce experimental entre rock y ruidismo". El grupo creó escuela con su concepción trágica de la música y la vida, y en muchos ámbitos está considerado un grupo de culto.

## Curiosidades
Mar Otra Vez dio involuntariamente nombre a una canción y un álbum de Héroes del Silencio, cuando su líder Enrique Bunbury, se refirió a ellos por error en una ocasión como "El Mar no Cesa". El nombre le gustó y sirvió de título para una canción, y después fue empleado para dar título al primer LP de la banda, El mar no cesa, en 1988.

## Discografía
- No he olvidado cómo jugar embarrado / Fiesta del diablo y el cerdo (MiniLP, 1985)
- Edades de óxido (MiniLP, 1986)
- ...de belleza / Sex Machine (single, 1986)
- Abrrrr (EP, 1986)
- Algún paté venenoso (LP, 1987)
- Miércoles cercano al infierno / Nunca (Maxi, 1987)